# سيد بيج
سيد بيج (بالإنجليزية: Sid Page)‏ هو عازف كمان أمريكي، ولد في 1947.

## وصلات خارجية
- الموقع الرسمي
- سيد بيج على موقع IMDb (الإنجليزية)
- سيد بيج على موقع ميوزك برينز (الإنجليزية)
- سيد بيج على موقع أول ميوزيك (الإنجليزية)
- سيد بيج على موقع ديسكوغز (الإنجليزية)